# Neodo ingan-ini?
Neodo ingan-ini? (너도 인간이니??, lett. "Anche tu sei umano?"; titolo internazionale Are You Human?) è un drama coreano trasmesso su KBS2 dal 4 giugno al 7 agosto 2018.

## Trama
Nam Shin è l'unico nipote di una famiglia ricca e figlio di Laura Oh, una rinomata scienziata nel campo delle scienze del cervello e dell'intelligenza artificiale che, essendosi dovuta separare a forza dal figlio, crea un androide identico a lui che cresce anche nel corso degli anni. Quando Nam Shin è coinvolto in un incidente inaspettato che lo lascia in coma, sua madre prende la difficile decisione di mandare l'androide a sostituirlo per proteggere la sua vita, in quanto ci sono delle persone interessate alla sua morte per prendere il potere degli affari di famiglia.
Kang So-bong faceva parte delle guardie del corpo di Nam Shin, approfittandone per guadagnare denaro extra, fino a quando non è stata scoperta e licenziata. Diventa poi la guardia del corpo dell'androide e inizia a innamorarsi di lui.

## Personaggi
- Nam Shin/Nam Shin III, interpretato da Seo Kang-joon
- Kang So-bong, interpretata da Gong Seung-yeon
- Ji Young-hoon, interpretato da Lee Joon-hyuk
- Seo Ye-na, interpretata da Park Hwan-hee
- Laura Oh, interpretata da Kim Sung-ryung
- Seo Jong-gil, interpretato da Yu Oh-seong
- Nam Gun-ho, interpretato da Park Yeong-gyu

## Ascolti
| Episodio | Data di trasmissione | Dati AGB            | Dati AGB                   |
| Episodio | Data di trasmissione | A livello nazionale | Area metropolitana di Seul |
| -------- | -------------------- | ------------------- | -------------------------- |
| 1        | 4 giugno 2018        | 5,2%                | 5,4%                       |
| 2        | 4 giugno 2018        | 5,9%                | 6,1%                       |
| 3        | 5 giugno 2018        | 5,0%                | 5,2%                       |
| 4        | 5 giugno 2018        | 5,3%                | 5,5%                       |
| 5        | 11 giugno 2018       | 5,4%                | 5,6%                       |
| 6        | 11 giugno 2018       | 6,3%                | 6,5%                       |
| 7        | 12 giugno 2018       | 7,7%                | 7,4%                       |
| 8        | 12 giugno 2018       | 9,9%                | 9,8%                       |
| 9        | 18 giugno 2018       | 5,5%                | 5,7%                       |
| 10       | 18 giugno 2018       | 5,0%                | 5,3%                       |
| 11       | 25 giugno 2018       | 4,6%                | 4,8%                       |
| 12       | 25 giugno 2018       | 5,3%                | 5,4%                       |
| 13       | 3 luglio 2018        | 4,8%                | 5,0%                       |
| 14       | 3 luglio 2018        | 5,9%                | 6,1%                       |
| 15       | 3 luglio 2018        | 4,8%                | 4,9%                       |
| 16       | 3 luglio 2018        | 4,2%                | 4,4%                       |
| 17       | 9 luglio 2018        | 4,3%                | 4,4%                       |
| 18       | 9 luglio 2018        | 5,2%                | 5,5%                       |
| 19       | 10 luglio 2018       | 4,6%                | 4,8%                       |
| 20       | 10 luglio 2018       | 5,5%                | 5,6%                       |
| 21       | 16 luglio 2018       | 4,4%                | 4,5%                       |
| 22       | 16 luglio 2018       | 5,1%                | 5,3%                       |
| 23       | 17 luglio 2018       | 4,4%                | 4,7%                       |
| 24       | 17 luglio 2018       | 5,4%                | 5,2%                       |
| 25       | 23 luglio 2018       | 4,6%                | 4,4%                       |
| 26       | 23 luglio 2018       | 5,6%                | 5,5%                       |
| 27       | 24 luglio 2018       | 5,0%                | 4,8%                       |
| 28       | 24 luglio 2018       | 6,0%                | 5,3%                       |
| 29       | 30 luglio 2018       | 4,7%                | 4,3%                       |
| 30       | 30 luglio 2018       | 5,9%                | 5,5%                       |
| 31       | 31 luglio 2018       | 5,2%                | 4,9%                       |
| 32       | 31 luglio 2018       | 6,0%                | 5,7%                       |
| 33       | 6 agosto 2018        | 5,0%                | 4,7%                       |
| 34       | 6 agosto 2018        | 5,3%                | 5,1%                       |
| 35       | 7 agosto 2018        | 6,5%                | 6,7%                       |
| 36       | 7 agosto 2018        | 7,8%                | 7,9%                       |
| Media    | Media                | 5.5%                | 5.5%                       |

## Colonna sonora
1. Is This Love? (사랑인걸까?) – VIXX
2. LOVE – Lyn e Hanhae
3. Who Are You? (너, 누구니?) – Red Haired Anne
4. The Longing Dance – Im Ji-eun
5. Heart – 2BiC
6. Tell Me (말해줘요) – Kim Na-young
7. For The First Time – GB9
8. In Your Eyes (Drama Ver.) (눈을 맞추면 (Drama Ver.)) – Yongzoo, Yezi
9. Milagro – Im Ji-eun
10. Why Do We – DMEANOR

## Riconoscimenti
| Anno | Premio             | Categoria                                                     | Ricevente                       | Risultato       | Note  |
| ---- | ------------------ | ------------------------------------------------------------- | ------------------------------- | --------------- | ----- |
| 2018 | Korea Drama Awards | Premio all'eccellenza, attore                                 | Seo Kang-joon                   | Candidato/a     | [ 6 ] |
| 2018 | KBS Drama Awards   | Premio all'eccellenza, attore in un drama di media lunghezza  | Seo Kang-joon                   | Vincitore/trice | [ 7 ] |
| 2018 | KBS Drama Awards   | Premio all'eccellenza, attore in un drama di media lunghezza  | Lee Joon-hyuk                   | Candidato/a     | [ 7 ] |
| 2018 | KBS Drama Awards   | Premio all'eccellenza, attrice in un drama di media lunghezza | Gong Seung-yeon                 | Candidato/a     | [ 7 ] |
| 2018 | KBS Drama Awards   | Miglior attore non protagonista                               | Yu Oh-seong                     | Candidato/a     | [ 7 ] |
| 2018 | KBS Drama Awards   | Miglior attore non protagonista                               | Kim Won-hae                     | Vincitore/trice | [ 7 ] |
| 2018 | KBS Drama Awards   | Miglior attrice non protagonista                              | Kim Sung-ryung                  | Candidato/a     | [ 7 ] |
| 2018 | KBS Drama Awards   | Miglior attrice non protagonista                              | Kim Hyun-sook                   | Vincitore/trice | [ 7 ] |
| 2018 | KBS Drama Awards   | Miglior coppia                                                | Seo Kang-joon e Gong Seung-yeon | Vincitore/trice | [ 7 ] |